# Piatra, Bistrița-Năsăud
Piatra este un sat în comuna Chiuza din județul Bistrița-Năsăud, Transilvania, România.

## Istoric
În statistica românilor ardeleni din 1760-1762, în Piatra apare evidența a 58 de familii, 3 preoți și o biserică.

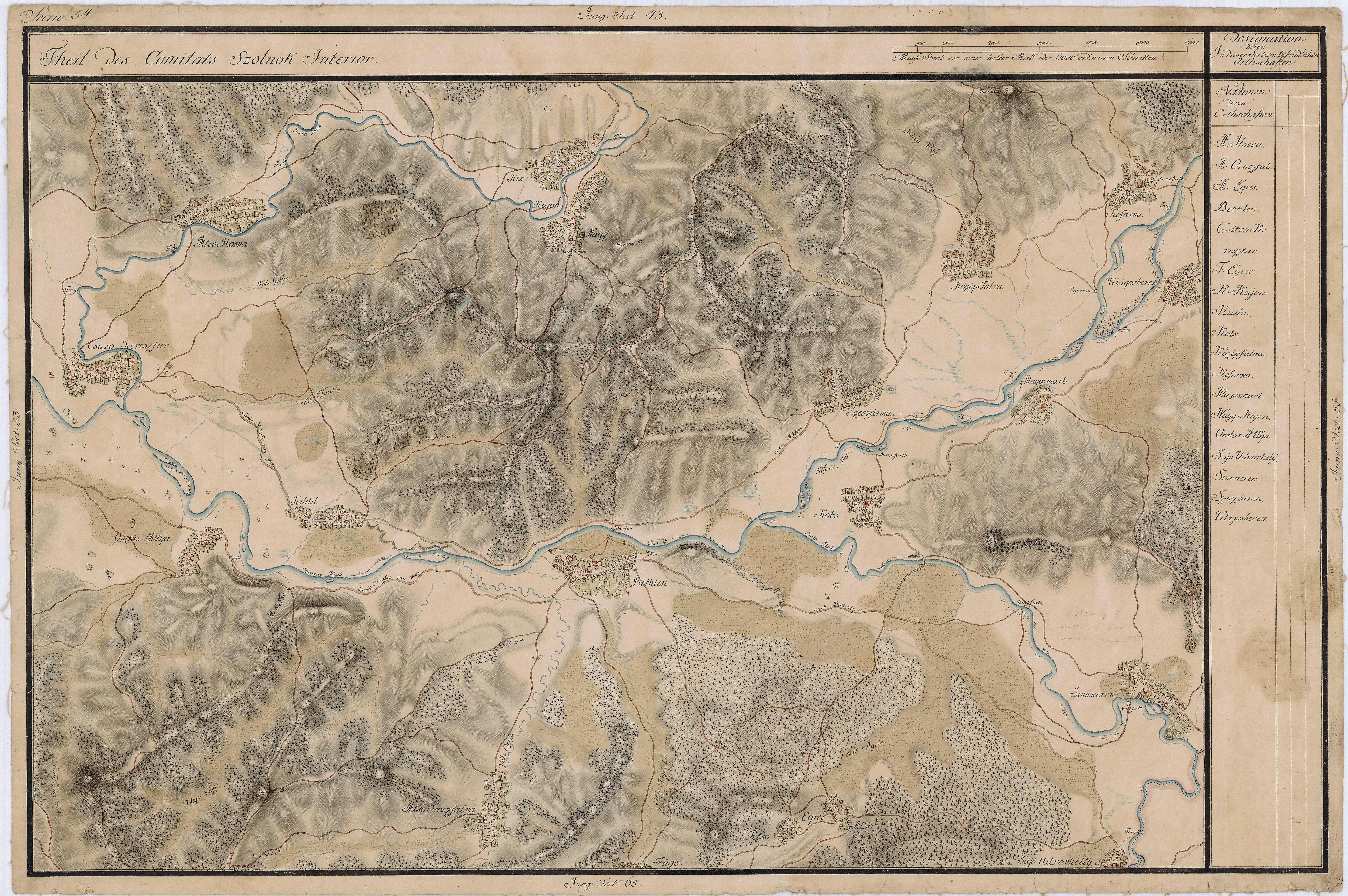
Piatra în Harta Iosefină a Transilvaniei, 1769-73

### Atestare documentară
Numele satului Piatra a fost menționat pentru prima dată în 1418 în diploma Vwfark .
Numele localității s-a schimbat odată cu trecerea timpului, astfel: 1485- Kewfarka, 1733-b Kőfsrka, 1750- Pjatra, 1913- Kőfarka.

## Personalități
- Gavril Precup (1865 - 1921), deputat în Marea Adunare Națională de la Alba Iulia 1918